# آرن اندرسون
آرن اندرسون (انگلیسی: Arn Anderson؛ زادهٔ ۲۰ سپتامبر ۱۹۵۸) کشتی‌گیر کشتی حرفه‌ای اهل ایالات متحده آمریکا است.
وی همچنین برندهٔ جوایزی همچون تالار شهرت دبلیودبلیوای شده است.